# Hayley Marie Kohle
Hayley Marie Kohle (Beausejour (Manitoba), 6 de mayo de 1982 – Milán, 11 de octubre de 2008) fue una modelo canadiense. Trabajó a nivel internacional con contratos para agencias en Canadá, Estados Unidos, Grecia, Italia, Turquía, Alemania y Reino Unido, antes de suicidarse a los 26 años.

## Carrera
Según la agencia Panache Management, comenzó su carrera como modelo en el 2000, mientras que, según su hermana Bridget, comenzó en 2002 después de ganar el concurso de modelos de su ciudad. Sea como fuere, paseó por pasarelas de ciudades de agencias de Toronto, Nueva York, Atenas, Estambul, Milán, Hamburgo y Londres.

## Muerte
El 11 de octubre de 2008, el cuerpo de Kohle fue encontrado muerto en Italia. Murió después de caer desde el séptimo piso de su apartamento en Milán. Había estado allí durante poco más de un año después de firmar un contrato a través de la agencia de modelos Panache en Winnipeg.
Ugo Besozzi, jefe de Future Models, la agencia con sede en Milán a la que Kohle se unió en enero de 2008, dijo: "Todos afirmaron lo mismo. En un momento ella dijo que iba a fumar un cigarrillo. Abrió la ventana y tomó esa decisión drásticamente. No hubo ninguna advertencia y nadie podría haber hecho nada al respecto.2
La hermana de Kohle, Bridget, revisó la cuenta de correo electrónico de Hayley y pudo ver que el último mensaje que Hayley envió era para ella, pocos días antes de su muerte, y donde decía que estaba muy emocionada por las buenas noticias que había recibido por un gran trabajo como modelo.

### Discusión
Su muerte se relacionó con la "serie de tragedias" que ocurrieron en la industria de la moda en pocos meses, como los suicidios del diseñador Alexander McQueen y los modelos Daul Kim, Ambrose Olsen, Tom Nicon, Lina Marulanda, Ruslana Korshunova y el intento de suicidio de la modelo Noémie Lenoir.